# غزالي عثماني
غزالي عثماني (1 يناير 1959 -)، هو سياسي وعسكري من جزر القمر والرئيس الحالي لجزر القمر منذ عام 2016. شغل سابقًا منصب الرئيس من 1999 إلى 2002 ومرة أخرى من 2002 إلى 2006. أصبح رئيسًا لجزر القمر في 30 أبريل 1999 بعد أن قاد انقلابًا لإطاحة الرئيس بالوكالة تاج الدين بن سعيد ماسوندي إذ رأى فيه أنه يخضع لحركة الاستقلال في أنجوان. فاز بانتخابات متعددة الأحزاب في 2002، بعد المطالبة الدستورية للتنازل مؤقتا وخوض الانتخابات كمرشح. خلفه أحمد عبد الله محمد سامبي في الانتخابات التي جرت في 14 مايو 2006. في 15 مايو 2016 أعلنت المحكمة الدستورية فوزه في الانتخابات الرئاسية لعام 2016 خلفًا للرئيس إكليل ظنين.

## النشأة
ولد عثماني في جزر القمر الفرنسية، وتدرب في الأكاديمية العسكرية الملكية بمكناس في المغرب والمدرسة الحربية في باريس.

## السياسة
انتُخب رئيسًا في الأعوام 2002 و2016 و2019 و2024. كما شغل منصب رئيس الاتحاد الأفريقي منذ فبراير 2023.

## الدبلوماسية
في عام 2022، دعي من قبل رئيس الكاميرون بول بيا لافتتاح كأس الأمم الأفريقية 2021 في ملعب أوليمبي، ياوندي. وفي 28 سبتمبر 2022، بمناسبة الجنازة الرسمية لشينزو آبي، رئيس الوزراء الياباني السابق، في طوكيو، كان واحدًا من سبعة رؤساء دول فقط التقوا بالإمبراطور الياباني ناروهيتو. وفي يوليو 2023، حضر بصفته أيضًا رئيسًا للاتحاد الأفريقي، القمة الروسية الأفريقية 2023 في سانت بطرسبرغ.